# Gabrysin
Gabrysin – wieś w Polsce położona w województwie podlaskim, w powiecie białostockim, w gminie Poświętne.

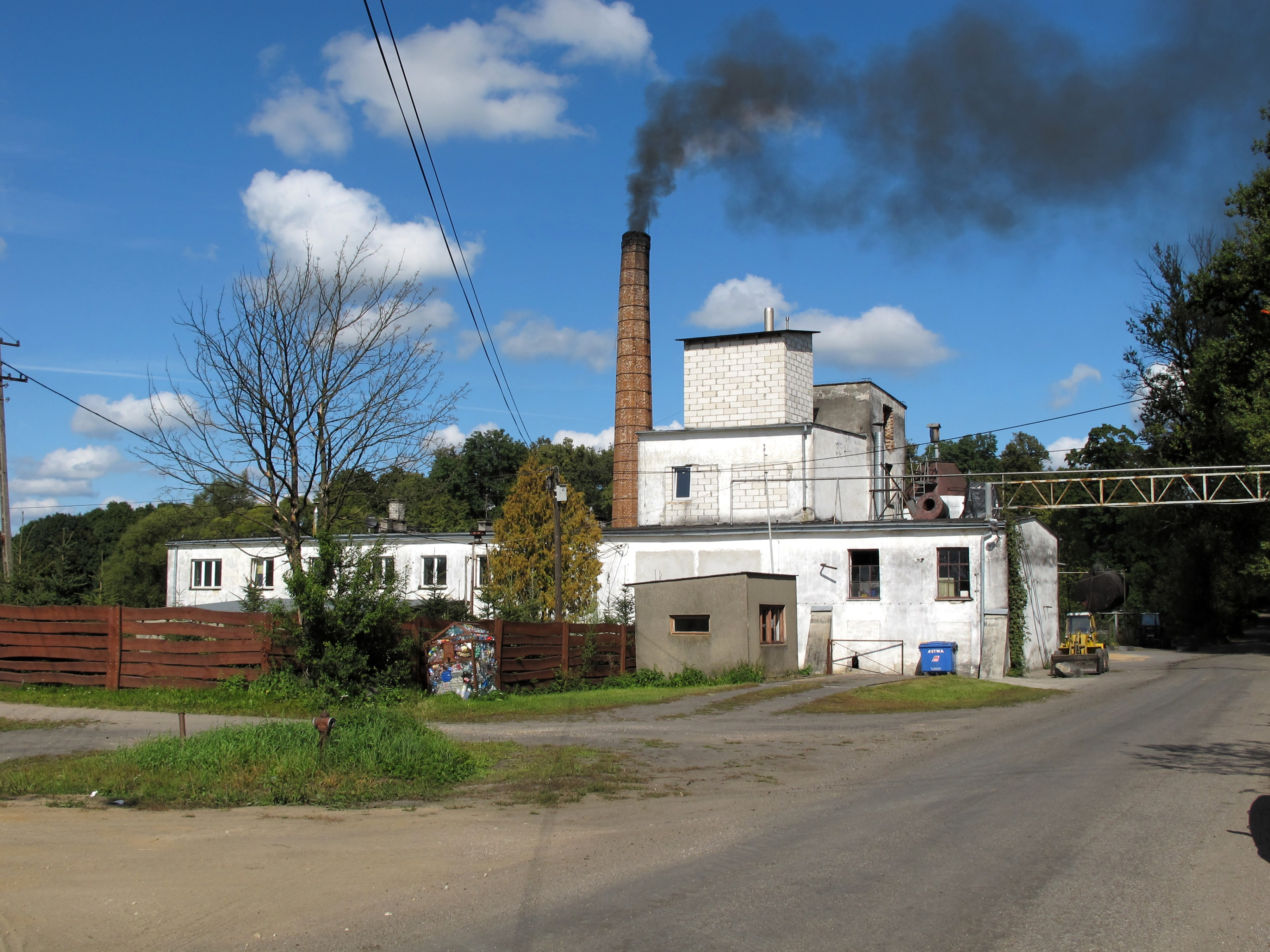
Gorzelnia we wsi

W latach 1975–1998 miejscowość administracyjnie należała do województwa białostockiego.
Przez miejscowość przebiega droga wojewódzka nr 681.
Wierni kościoła rzymskokatolickiego należą do parafii św. Anny w Pietkowie.